# 7241 Курода
7241 Курода (7241 Kuroda) — астероїд головного поясу, відкритий 11 листопада 1990 року.
Тіссеранів параметр щодо Юпітера — 3,645.